# Hélène de Gingins
Hélène de Gingins (Genève, 15 mei 1828 - aldaar, 23 juli 1905) was een Zwitserse salonnière en feministe.

## Biografie
Hélène de Gingins was een dochter van Henri Tronchin. In 1848 huwde ze Charles Wolfgang de Gingins, een officier. Als jonge aristocrate baatte ze een salon uit in Genève en organiseerde ze religieuze plechtigheden.
In 1875 leerde ze Josephine Butler kennen en samen met haar zette ze zich in in de strijd tegen de prostitutie. Ze verzorgde jonge prostitués en richtte het Œuvre de la protection de l'enfance op. Ze stond tevens mee aan de wieg van verschillende sociale verenigingen ten bate van jonge vrouwen in Genève. In 1876 werd ze lid van het interkantonnale vrouwencomité, dat zich inzette voor de afschaffing van de prostitutie. Daarnaast was ze ook actief in verenigingen zoals de Association des amies de la jeune fille of de Association du sou pour le relèvement moral. In 1884 werd ze verkozen in de beheerraad van de Fédération abolitionniste internationale, waarvan ze van 1891 tot haar dood in 1905 vicevoorzitster was.